# Barnowo (Pommeren)
Barnowo is een plaats in het Poolse district  Bytowski, woiwodschap Pommeren. De plaats maakt deel uit van de gemeente Kołczygłowy en telt 370 inwoners.